# Scytodes caure
Espèce
Scytodes caure est une espèce d'araignées aranéomorphes de la famille des Scytodidae.

## Distribution
Cette espèce est endémique d'Amazonas au Brésil,. Elle se rencontre vers Manaus.

## Description
La femelle holotype mesure 3,40 mm.

## Publication originale
- Rheims & Brescovit, 2004 : On the Amazonian species of the genus Scytodes Latreille (Arachnida, Araneae, Scytodidae). Revista Brasileira de Zoologia, vol. 21, no 3, p. 525-533 (texte intégral).